# Tabankort
Tabankort est une localité et une commune rurale du Mali de l'arrondissement de Infoukarétane, dans le cercle de Ménaka et la région de Ménaka. La commune a pour chef-lieu la localité de Tabankort.

## Géographie
La localité de Tabankort, est située au sud-est du chef-lieu de cercle Ménaka.

## Histoire
Lors du recensement de 2009, le camp de Tabankort est recensé dans la commune urbaine de Ménaka, il compte 514 habitants en 2009. La commune est créée en 2018.

## Villages
La commune est composée de 3 villages :
- Tabankort
- Hamagata
- Abakar